# Enfield-Allday 10 HP

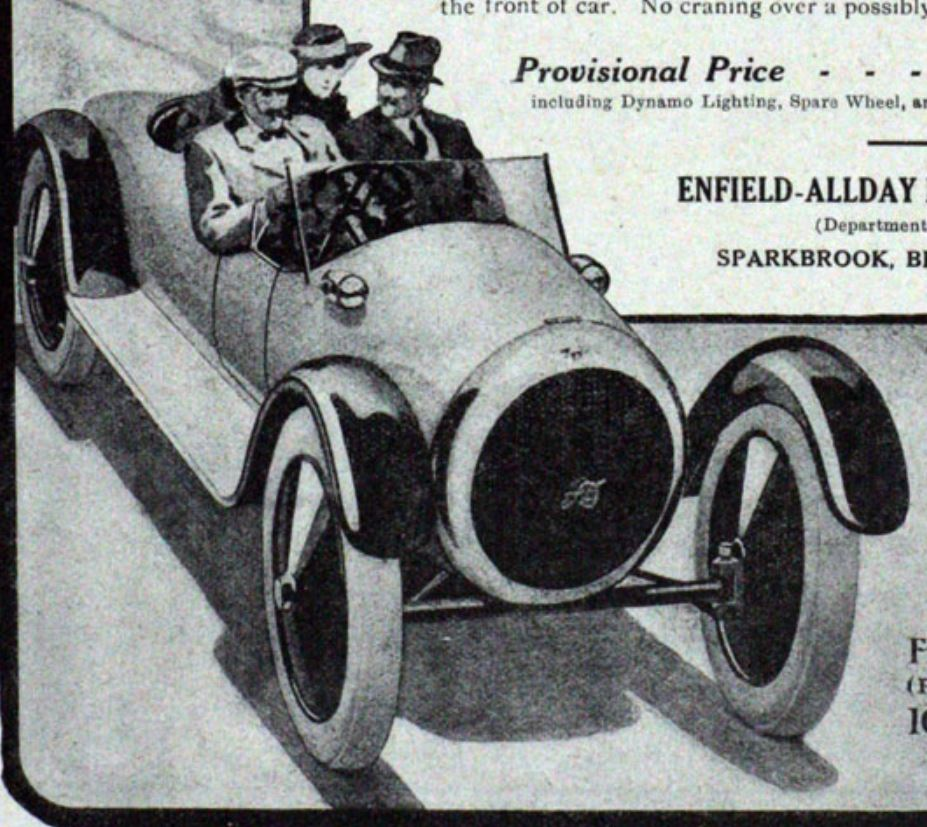
Frontansicht

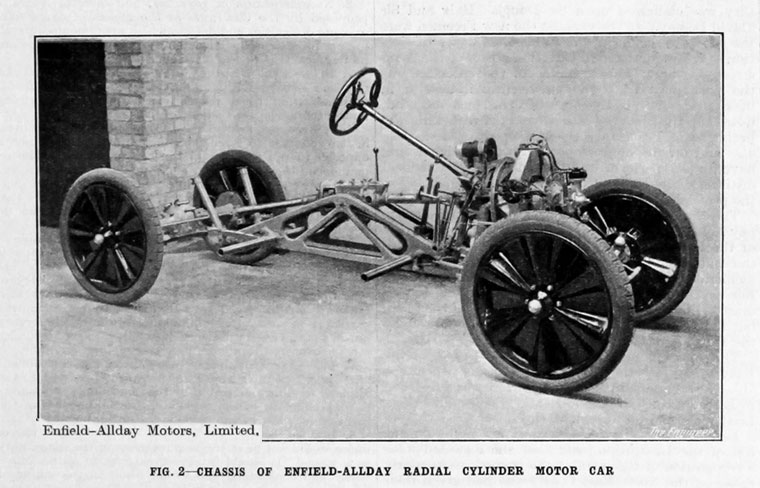
Fahrgestell

Der Enfield-Allday 10 HP, auch Enfield-Allday Bullet genannt, ist ein Personenkraftwagen. Hersteller war Enfield-Allday aus Birmingham.

## Beschreibung
Das Fahrzeug wurde laut einer Quelle nur 1919 angeboten. Seine Besonderheit war ein luftgekühlter Fünfzylinder-Sternmotor mit Schiebersteuerung. 68 mm Bohrung und 80 mm Hub ergaben 1453 cm³ Hubraum. Eine Quelle gibt 20,5 PS an.
Der Motor war vorn im Fahrgestell eingebaut und trieb die Hinterräder an. Das Getriebe hatte drei Gänge.
Das Fahrgestell hatte 2667 mm Radstand und 1219 mm Spurweite. Die Fahrzeuge waren 3581 mm lang und 1448 mm breit. Das Leergewicht betrug zwischen 495 kg für den Zweisitzer und 533 kg für den Viersitzer. Zur Wahl standen Roadster und Tourenwagen.
Im März 1919 wurde der Neupreis provisorisch mit 295 Pfund Sterling angegeben und im November 1919 mit 350 Pfund.
Vom Januar 1920 ist noch eine Anzeige für das Fahrzeug überliefert.  Der Absatz blieb gering. Eine Quelle meint, dass etwa fünf Fahrzeuge hergestellt wurden.
Im selben Jahr folgte der Enfield-Allday 10/20 HP mit einem gewöhnlichen wassergekühlten Vierzylinder-Reihenmotor und Ventilen.